# Роче
Роче (словен. Roče) — поселення в общині Толмин, Регіон Горишка, Словенія. Висота над рівнем моря: 353,2 м. Розміщене на правому березі річки Ідрійца.